# محسن عبد الله
محسن عبد الله (مواليد 13 أبريل 1995, لاعب كرة قدم إماراتي يجيد اللعب في الوسط لعب سابقاً مع نادي العين في دوري الخليج العربي الإماراتي.
و هو شقيق اللاعب حسين عبد الله .